# Peter Apianus
Petrus Apianus, znany również jako Peter Apianus lub Peter Apian (ur. 16 kwietnia 1495 w Leisnig, zm. 21 kwietnia 1552 w Ingolstadt) – niemiecki humanista, kartograf, matematyk, astronom; zajmował się miernictwem. Dzięki swym publikacjom wydawanym głównie po łacinie spopularyzował astronomię w Europie.

## Życie
Peter Apianus urodził się jako czwarte dziecko Martina i Gertrudy Bienewitz (Bieniewicz). Studiował w Lipsku, później także w Wiedniu matematykę, astronomię i kosmografię. Opracował i usprawnił kilka instrumentów astronomicznych m.in. torquetum.
Prace Apianusa w swej treści zasadniczo nigdy nie wyszły poza kompendium wiedzy astronomicznej, jaką był Almagest spisany przez aleksandryjskiego Klaudiusza Ptolomeusza ok. 140 r. n.e.

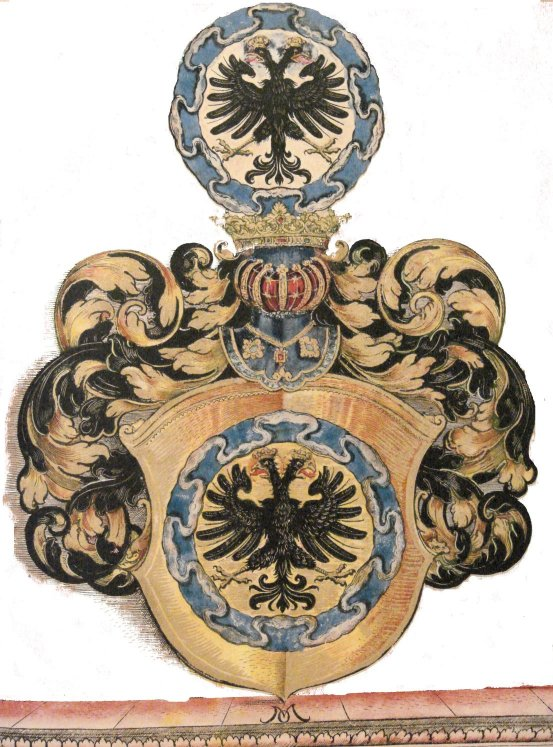
Herb szlachecki Apianusa

Apianus początkowo zajmował się kartografią. W 1520 roku stworzył wzorowaną na mapie Martina Waldsemüllera mapę Ziemi Typus Orbis Universalis. Już jednak w 1524 roku, w dużej mierze w oparciu o dostępne tłumaczenia Ptolomeusza, wydał ilustrowany przez siebie podręcznik astronomii i geografii Cosmographicus liber (...) studiose collectus. Dzieło powtórnie wydane w 1533 r. przez Frisiusa z poprawkami i uzupełnieniami autora nieoczekiwanie, prawdopodobnie dzięki papierowym instrumentom astrologicznym przygotowanym przez wydawcę, zyskało sławę i rozeszło się po Europie. Miało ponad czterdzieści wydań w czterech językach (łacińskim, francuskim 1544, holenderskim 1545 i hiszpańskim 1548). Zawierało także mapy uwzględniające ostatnie odkrycia geograficzne w tym zarys kontynentu Ameryki.
W 1527 roku Apianus został profesorem matematyki na uniwersytecie w Ingolstadt. Niemcy utrzymują, że już wtedy znał regułę ułatwiającą liczenie kolejnych potęg dwumianu zwaną dziś trójkątem Pascala. Jednak jego trójkąty nawiązują do Platona i jego dzieła Timajos objaśnionego przez Archimedesa. Są to pierwsze liczby tetraktysa (znaki albo jedynki liczy się w poziomie jako: 1, 2, 3 itd. do 8, w dwóch ciągach, osobno liczby nieparzyste i parzyste). Tetraktys był podstawą gamy niebieskiej i tzw. harmonii Sfer a co za tym idzie boskiej proporcji. Mogło się to też łączyć ze szczególnym położeniem planet, mającym decydujący wpływ na przyszłość urodzonych w momencie największej harmonii. Apianus za swe prace z astronomii i matematyki praktycznej prawdopodobnie w 1532 roku zyskał uznanie cesarza Karola V (hobbysty kosmografa), a przy tym szereg przywilejów m.in. tytuł szlachecki dla siebie i dwóch swoich synów. Herb i treść przywileju zamieszczono w Astronomicum Caesareum.

## Dzieła
W 1533 roku do dzieła Instrument Buch dodał swoją pierwszą mapę gwiezdną nieba północnego. W 1536 roku z inicjatywy królewskiego matematyka Johannesa Stabiusa oraz przy pomocy kartografa Conrada Heinvogla wydano tę mapę w wersji samoistnej. Mapa nosiła tytuł Imagines Syderum coelestium ut sunt a veteribus astronomis compositae i w odróżnieniu od pierwszej ukazywała także kilka gwiazdozbiorów południowych widocznych z okolic Morza Śródziemnego. Wydano ją u Johannesa Honteriusa (1498-1549). Mapa ukazująca w sumie 48 konstelacji gwiezdnych była później dodawana do innych dzieł Apianusa, także do Astronomicum Caesareum. Kolejne dzieło Instrumentum sinuum sive primi z 1534 roku oprócz odpowiednich wyjaśnień zawierało bardzo potrzebne w astronomii i pomiarach tablice wartości sinusów dla kątów mierzonych z dokładnością do minuty. Wtedy ukazała się też w dużej skali mapa Europy, niestety nie zachowała się do dziś.
Szczytowym osiągnięciem Apianusa okazała się wydana w 1540 roku Astronomicum Caesareum (dosłownie: Astronomia dla cesarza) licząca ponad 130 stron prawie formatu A3, z licznymi tablicami, ilustracjami oraz papierowymi przyrządami astronomicznymi. Dzięki tablicom i metodom opisanym w książce można było bez skomplikowanych pomiarów ustalać terminy zaćmień, położenie planet, ruchome święta kościelne, a także stawiać horoskopy. Przyrządy te przypominały wyglądem astrolabium, na którego tarczy (płaszczyźnie eklipsy, płaszczyzna strony) współśrodkowo i mimośrodowo znajdowało się do 7 ruchomych kół oznaczających znane ówcześnie planety (w tym Słońce i Księżyc). Zamiast obserwacji i obliczeń wystarczyło te koła odpowiednio ustawić aby ustalić położenie planet w okresie od 7000 lat p.n.e. do 7000 lat n.e. co dla osób niewprawnych było dużym ułatwieniem. Druga część książki jest znacznie trudniejsza i wymaga dobrej znajomości geometrii i matematyki. Z nowych rzeczy autor opisał w niej 5 komet, w tym kometę Halleya w roku 1531 i jako pierwszy stwierdził odsłoneczny kierunek ich warkocza co opublikował w swoim traktacie już w roku 1532 (podobny pogląd opublikował również Girolamo Fracastoro, jednak Apianus udokumentował go znacznie lepiej). Zdawał sobie sprawę z tego, że od czasów Ptolomeusza, punkt Barana przesunął się o około 15° w kierunku gwiazdozbioru Ryb. Opisał też sposób wykorzystania słonecznych zaćmień do pomiarów długości geograficznej. Astronomicum Apianus dedykował cesarzowi Karolowi V i jego bratu Ferdynandowi. W dziele jako przykłady różnych obliczeń stale pojawiają się daty i miejsca urodzenia obu władców.
Syn Apianusa Philipp urodzony w 1531 również studiował matematykę, a po śmierci ojca objął w Ingolstadt wakat profesora matematyki.